# Chris Fairclough
Courtney Huw "Chris" Fairclough, född 12 april 1964 i Nottingham, England, är en engelsk före detta professionell fotbollsspelare. 
Fairclough började sin fotbollskarriär i Nottingham Forest men är mest ihågkommen som en framgångsrik mittback i Leeds United där han spelade 240 matcher och gjorde 23 mål mellan 1989 och 1995, varav 193 ligamatcher och 21 ligamål. Han spelade dessutom bland annat i Bolton Wanderers och Tottenham Hotspur och spelade totalt 502 ligamatcher och gjorde 36 ligamål mellan 1981 och 2001.
Han har dessutom spelat 7 gånger för England U21 mellan 1984 och 1988 samt en gång för England B.